# Zeitz Museum of Contemporary African Art

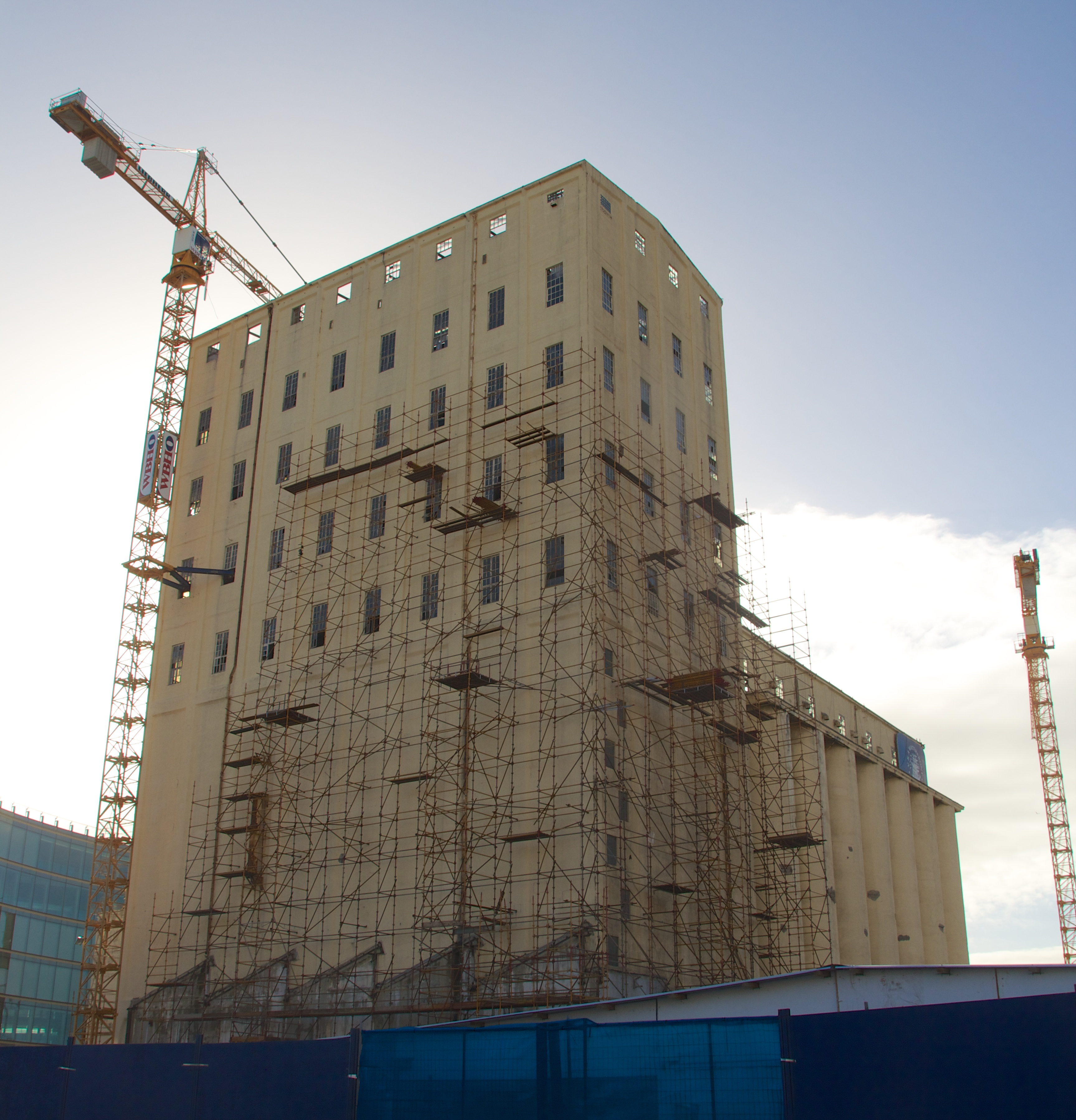
Museets byggnad under ombyggnad 2014

Zeitz Museum of Contemporary African Art (Zeitz-Mocaa) är ett museum för samtida konst i Kapstaden i Sydafrika.
Zeitz Museum är inrymt i en renoverad, 27 meter hög silobyggnad från 1920-talet i hamnområdet Victoria & Albert Waterfront i Kapstaden. Ombyggnaden har ritats av Thomas Heatherwick. Museet har delvis finansierats av Jochen Zeitz, tidigare chef för det tyska skoföretaget Puma.
Museet invigdes i september 2017. Det har en utställningsyta på 60 000 kvadratmeter på nio våningsplan.

## Bildgalleri

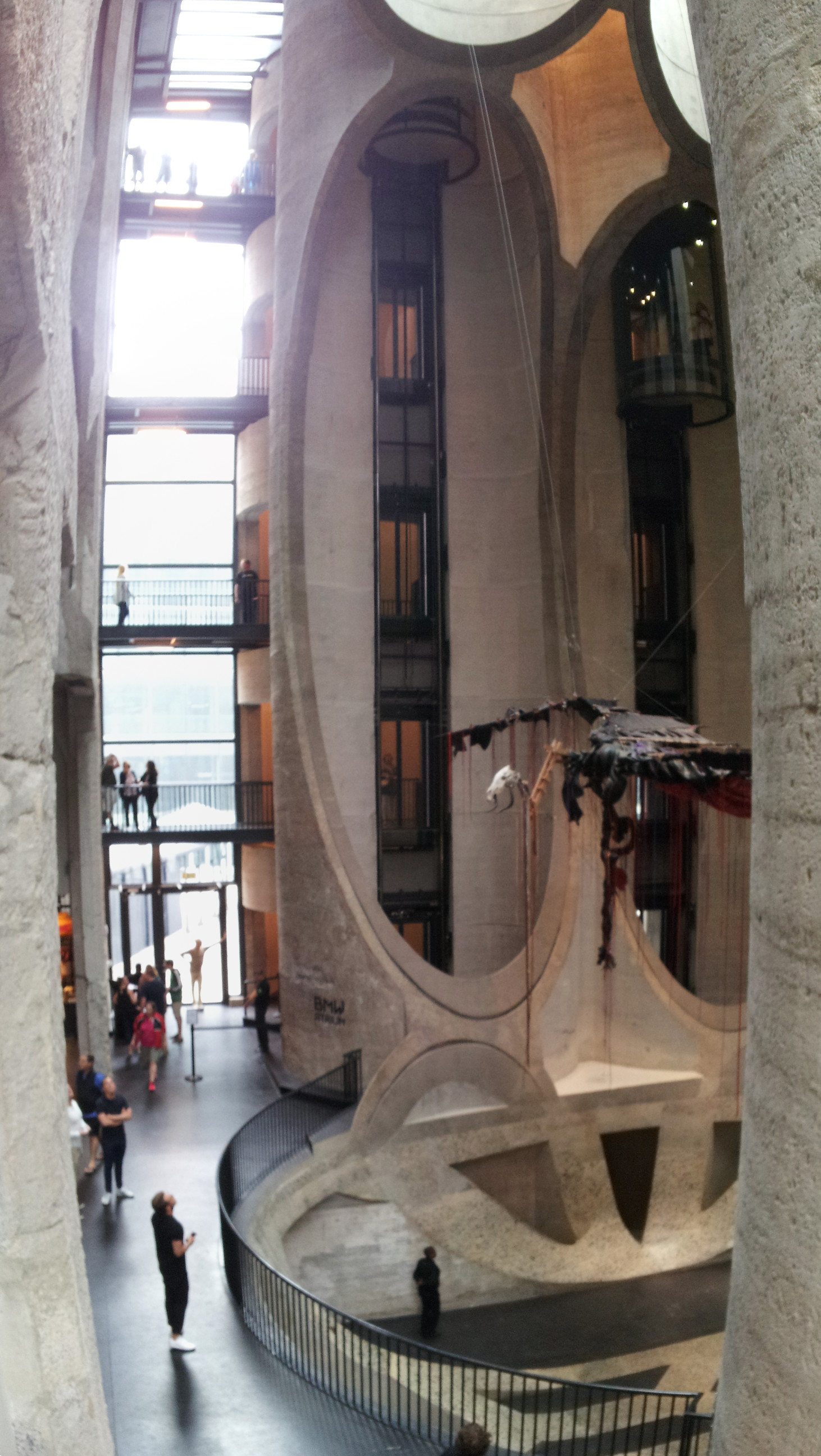
Entréhallen
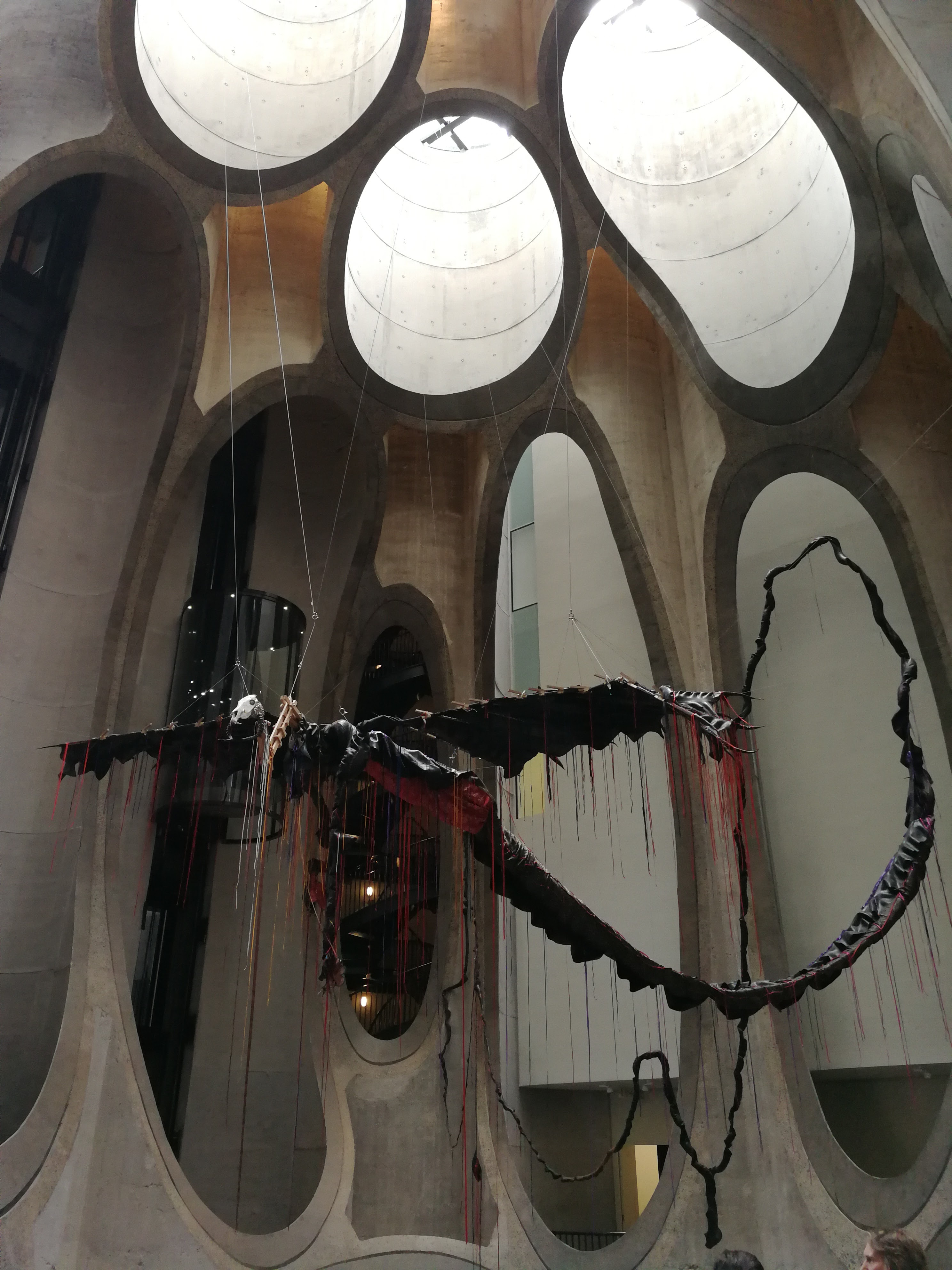
Atrium
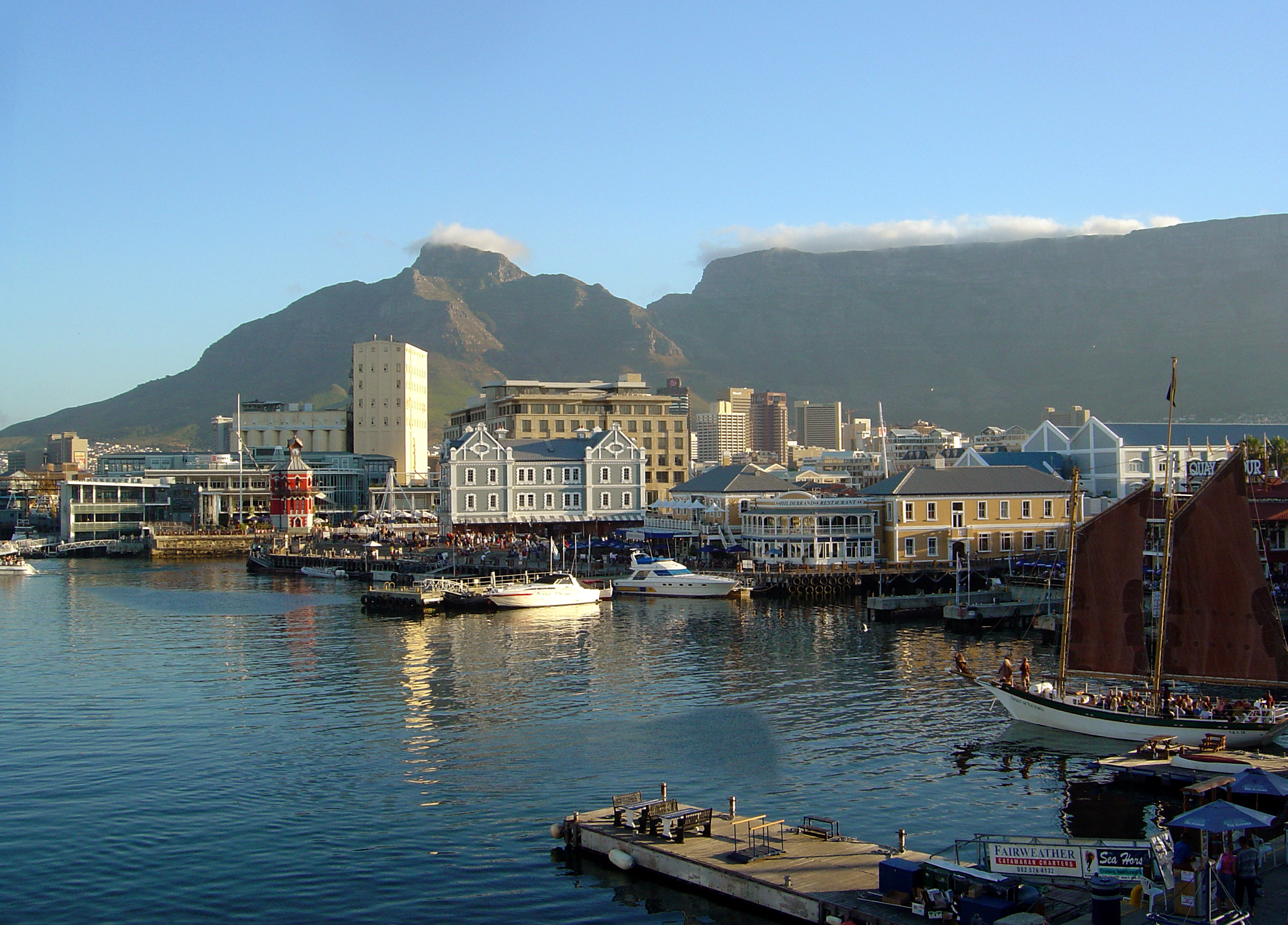
Victoria & Albert Waterfront före 2014